# Honda Capa
Der Honda Capa ist ein Minivan von der Automobilherstellerfirma Honda. Er wurde ab 1998 produziert. Sein Produktionsname ist GA4 und wurde auf der Motorshow in Tokio 1997 als "J-MW" vorgestellt. Nachdem 2001 der Nachfolger Honda Mobilio auf den Markt gekommen war, wurde der Capa zunächst weiterhin verkauft, bevor die Produktion 2002 eingestellt wurde.

## Motor
Das Fahrzeug besaß nur eine Motorvariante, einen 1.5 Liter Benziner mit 98 PS. Das Viergang-Automatikgetriebe nur einen Frontantrieb. Im September 1999 kam dann eine Allradversion auf den Markt mit serienmäßigem Bremsassistenten.

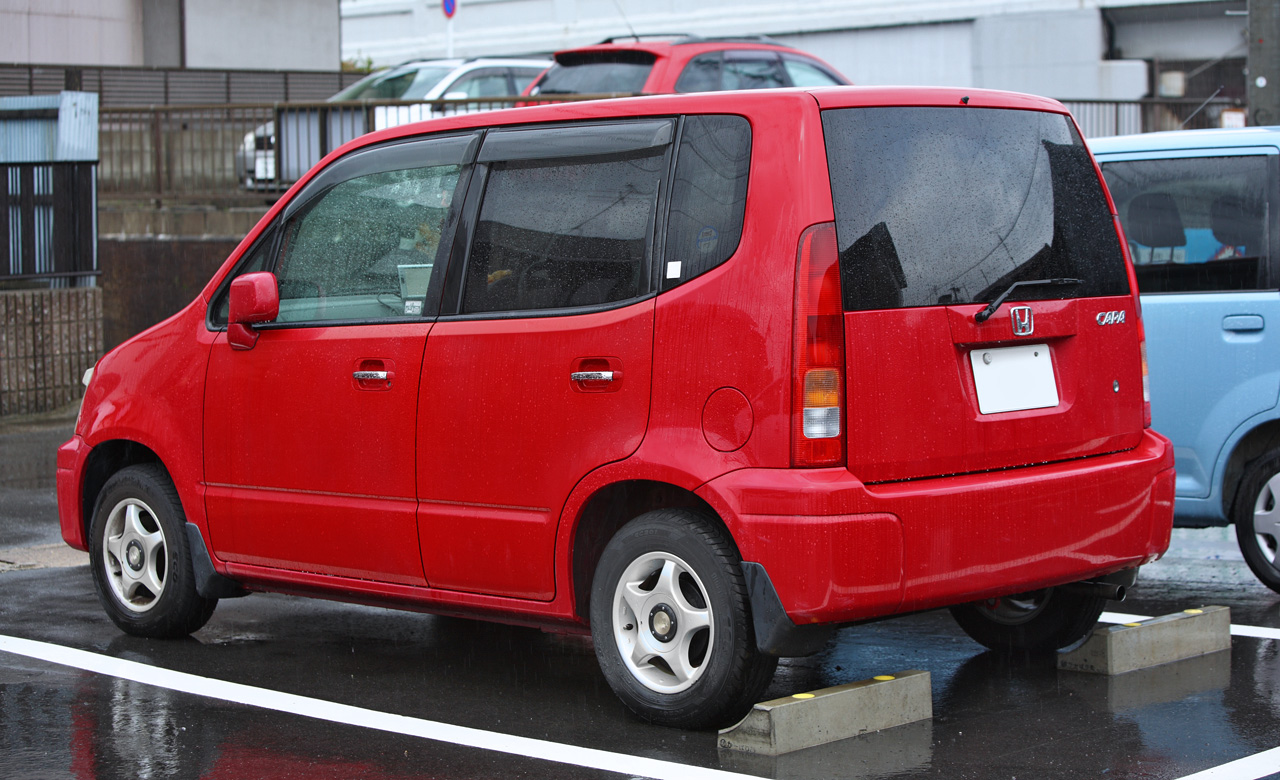
Heckansicht